# Элеутерококк колючий
Элеутероко́кк колю́чий, или свободноя́годник колючий, или ди́кий пе́рец, или чёртов куст (лат. Eleutherocóccus senticósus) — кустарник с плодами, собранными в крупные чёрные шары; вид рода Элеутерококк семейства Аралиевые (Araliaceae). По своим лекарственным свойствам элеутерококк близок к женьшеню, поэтому иногда (особенно на Западе) его называют «сибирский женьшень».

## Ботаническое описание

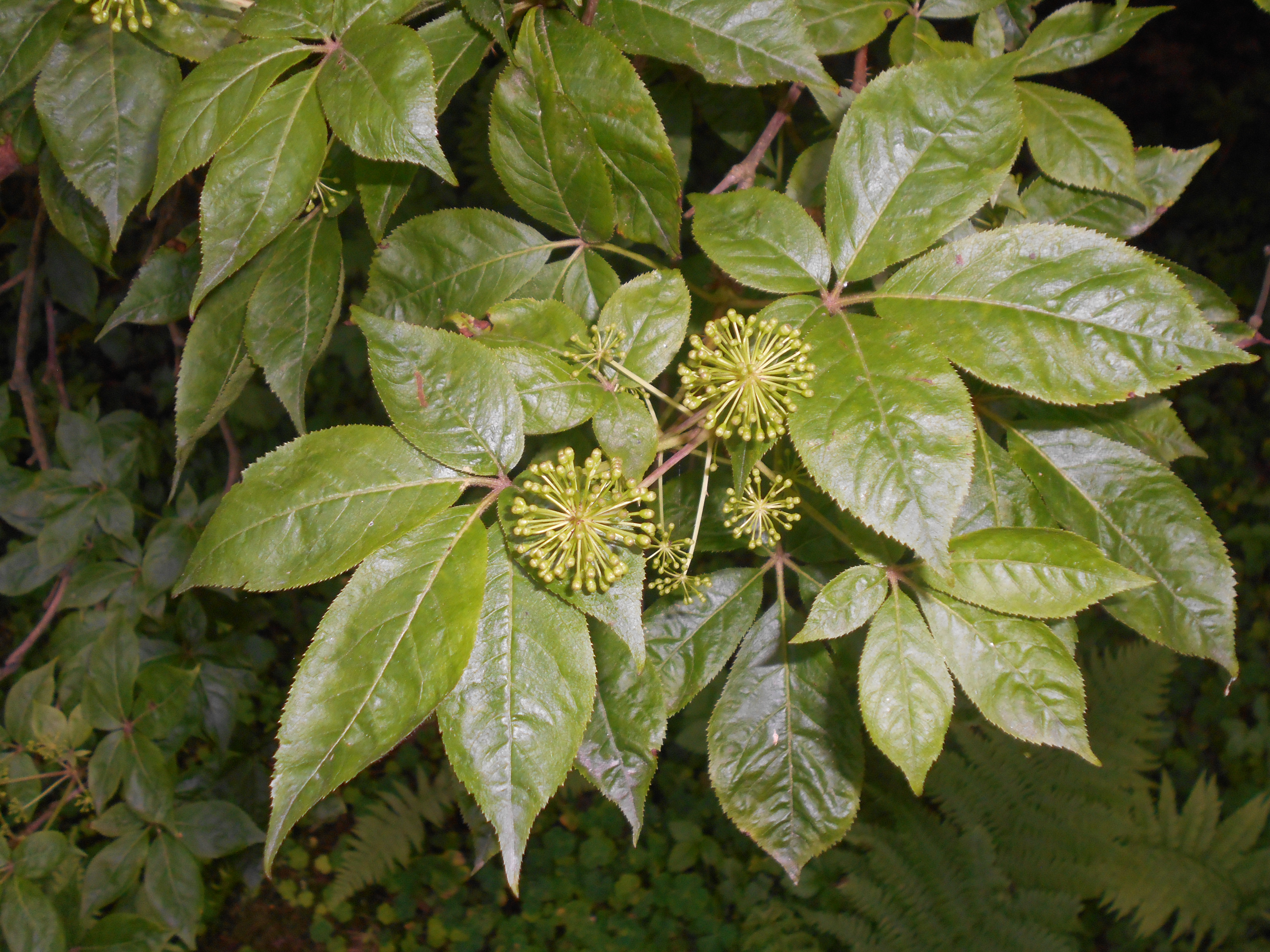
Листья и соцветия

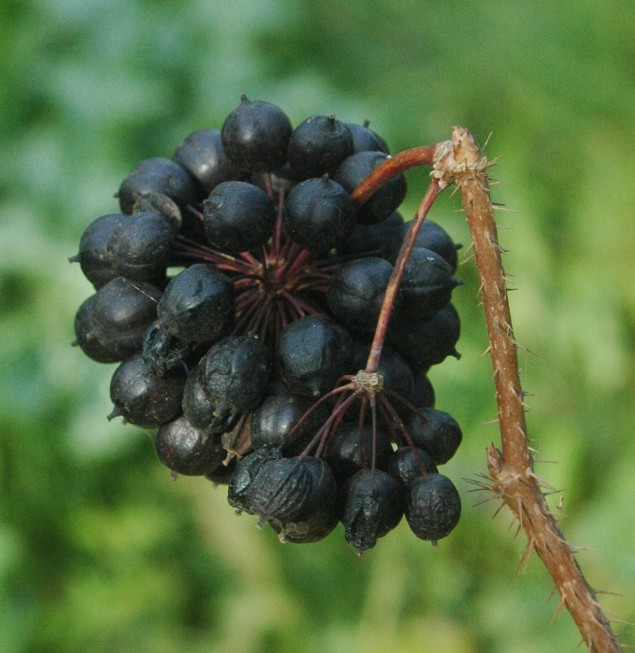
Плоды

Кустарник высотой от 2—2,5 до 4—5 м с многочисленными (более 25) стволиками. Побеги прямые, со светло-серой корой, густо усажены многочисленными тонкими шипами, направленными косо и вниз. Сильно разветвлённое цилиндрическое корневище с большим количеством придаточных корней расположено в верхних слоях почвы (длина корневой системы достигает 30 м).
Кора светло-серая.
Листья пальчато-сложные, на длинных черешках, листочки обратноовальные, сверху голые или со щетинками, снизу по жилкам с рыжеватым опушением, края остродвоякозубчатые. Цветки мелкие, собранные в простых зонтиках на концах ветвей. Цветки двуполые, тычиночные — бледно-фиолетовые, а пестичные — желтоватые.
Плоды — шаровидные, блестящие, чёрные костянки 7—10 мм в диаметре, с пятью косточками. Семена имеют форму полумесяца, желтоватые, длиной 3,5—8,5 мм с мелкоячеистой поверхностью.
Цветёт в июле — августе; плодоносит в сентябре.

## Распространение и экология
Распространён в Японии, Северном Китае, Маньчжурии, на Корейском полуострове. В России на территории Приморского и Хабаровского края, Амурской области и на южном Сахалине.
Один из широко распространённых таёжных кустарников. Встречается одиночно и небольшими группами в ельниках, кедровниках и в смешанных лесах по ключикам и отвалам, под скалами и осыпями, а также на склонах преимущественно северной экспозиции. В горы поднимается до 600—800 м над ур. м.
Теневынослив, нетребователен к влажности почвы и воздуха. Разводится семенами, корневыми черенками и отпрысками.

## Значение и применение
Крупным рогатым скотом и лошадьми не поедается. Листья в летний период хорошо поедаются пятнистыми оленями (Cervus nippon). На пастбище поедается в значительных количествах косулей (Capreolus). Отрицательно реагирует на выпас.

### Медицинское применение

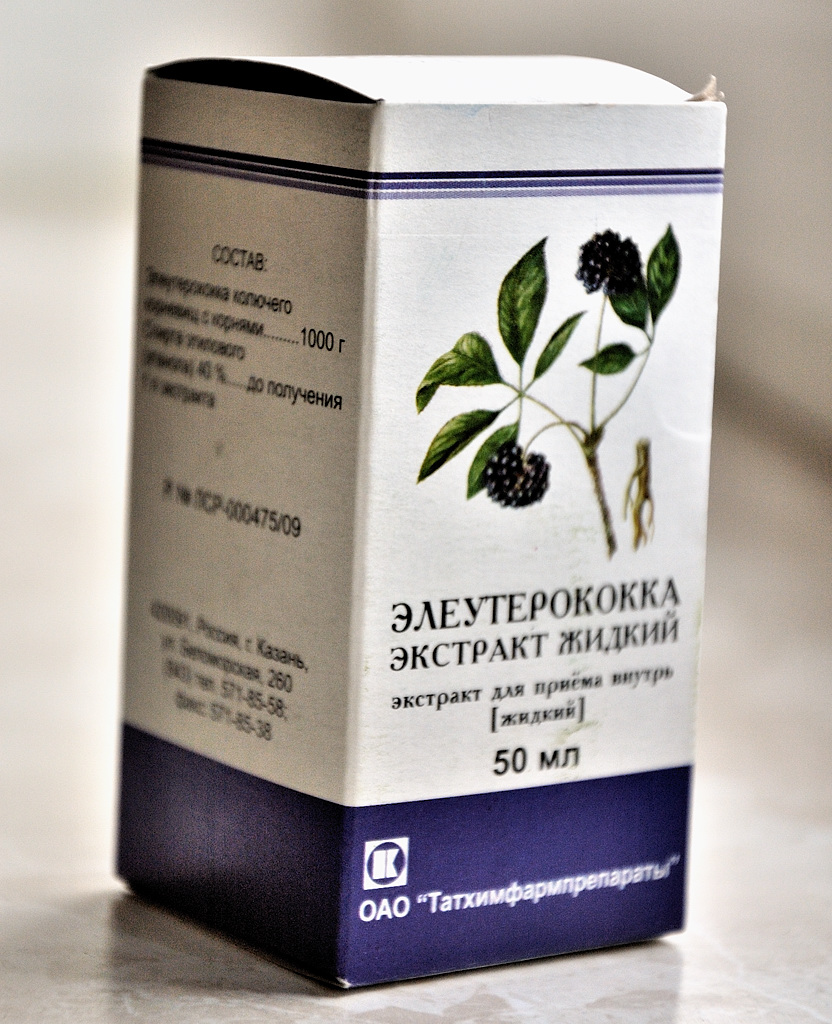
Жидкий экстракт элеутерококка

Препараты, приготовленные из элеутерококка колючего, считаются адаптогенами.
С лечебной целью в качестве лекарственного сырья применяют корневище и корень элеутерококка колючего (лат. Rhizoma et radix Eleutherococci). Заготавливают корневища осенью, со второй половины сентября, выкапывая лишь взрослые растения выше 1 м. Корни быстро моют, рубят на куски и сушат при температуре 70—80 °C.
В корнях и корневищах элеутерококка колючего обнаружено семь гликозидов, названных элеутерозидами А, В, B-1, С, D, E, F. В кристаллическом виде выделено пять элеутерозидов, относящихся к лигнановым гликозидам. Кроме того, корни содержат пектиновые вещества, смолы, камеди, антоцианы и 0,8 % эфирного масла. Элеутерококк не содержит сапонинов, в отличие от других аралиевых (в частности, женьшеня).
Как лекарственное средство зарегистрирован в России под непатентованным наименованием «Элеутерококка колючего корневища и корни» (Rhizoma et radices Eleutherococci) и выпускается в форме растительного сырья, экстракта и таблеток, покрытых оболочкой (100 мг).
Препараты элеутерококка не имеют научных доказательств эффективности в заявленном спектре действия, как и другие адаптогены.

### В пчеловодстве
Ценное медоносное растение. Пчёлы собирают с цветков нектар и пыльцу. Продуктивность нектара 100 цветками в Приамурье 98,3 мг, а в Приморье 137 мг сахара. Продуктивность мёда при сплошном произрастании 75—90 кг/га.
Пыльценосное растение. Пчёлы активно собирают пыльцу в утреннее время. Масса пыльников одного цветка 1,7—2,5 мг, а пыльцепродуктивность 0,6—0,8 мг. Пыльца белая, мелкая.
В 2008 и 2009 годах проводились эксперименты по изучению влияния стимулирующих подкормок растительного происхождения на зимостойкость пчелиных семей. Одним из применимых препаратов был сахарный сироп обогащенный настоем листьев элеутерококка из расчета 50 мл/л. При подкормке с листьями элеутерококка за две зимовки отход уменьшился на 13,4 и 16,2 % по сравнению с контролем.

### Прочее
Декоративный кустарник, пригодный для живых изгородей и групп.